# The Best FIFA Football Awards 2020
O The Best FIFA Football Awards 2020 (em português: Prêmios FIFA de Melhores do Futebol 2020) foi a quinta edição do evento realizado pela Federação Internacional de Futebol (FIFA), em 17 de dezembro de 2020.
Foi a primeira vez que a cerimônia foi realizada virtualmente devido à pandemia COVID-19 em curso.

## Categorias

### Melhor Jogador de Futebol Masculino
Onze jogadores foram selecionados em 25 de novembro de 2020. Os três finalistas foram revelados em 11 de dezembro, sendo eles: Robert Lewandowski, Lionel Messi e Cristiano Ronaldo.
Os critérios de seleção dos jogadores masculinos do ano são: respectivas conquistas durante o período de 20 de julho de 2019 a 7 de outubro de 2020. A premiação foi:
| Pos.              | Nome               | Clube                       | País          | Votos      |
| Finalistas        | Finalistas         | Finalistas                  | Finalistas    | Finalistas |
| ----------------- | ------------------ | --------------------------- | ------------- | ---------- |
| 1                 | Robert Lewandowski | Bayern de Munique           | Polónia       | 52         |
| 2                 | Cristiano Ronaldo  | Juventus                    | Portugal      | 38         |
| 3                 | Lionel Messi       | Barcelona                   | Argentina     | 35         |
| Outros candidatos |                    |                             |               |            |
| 4                 | Sadio Mané         | Liverpool                   | Senegal       | 29         |
| 5                 | Kevin De Bruyne    | Manchester City             | Bélgica       | 26         |
| 6                 | Mohamed Salah      | Liverpool                   | Egito         | 25         |
| 7                 | Kylian Mbappé      | Paris Saint-Germain         | França        | 19         |
| 8                 | Thiago Alcântara   | Bayern de Munique Liverpool | Espanha       | 17         |
| 9                 | Neymar             | Paris Saint-Germain         | Brasil        | 16         |
| 10                | Virgil van Dijk    | Liverpool                   | Países Baixos | 13         |
| 11                | Sergio Ramos       | Real Madrid                 | Espanha       | 7          |

### Melhor Jogador de Futebol Feminino
Onze jogadores foram selecionados em 25 de novembro de 2020. Os três finalistas serão revelados em 11 de dezembro de 2020.
Os critérios de seleção das jogadoras do ano são: as respectivas conquistas no período de 8 de julho de 2019 a 7 de outubro de 2020. A premiação foi:
| Pos.              | Nome                   | Clube                     | País          | Votos      |
| Finalistas        | Finalistas             | Finalistas                | Finalistas    | Finalistas |
| ----------------- | ---------------------- | ------------------------- | ------------- | ---------- |
| 1                 | Lucy Bronze            | Lyon Manchester City      | Inglaterra    | 52         |
| 2                 | Pernille Harder        | Wolfsburg Chelsea         | Dinamarca     | 40         |
| 3                 | Wendie Renard          | Lyon                      | França        | 35         |
| Outros candidatos |                        |                           |               |            |
| 4                 | Vivianne Miedema       | Arsenal                   | Países Baixos | 31         |
| 5                 | Delphine Cascarino     | Lyon                      | França        | 30         |
| 6                 | Dzsenifer Marozsán     | Lyon                      | Alemanha      | 25         |
| 7                 | Sam Kerr               | Chicago Red Stars Chelsea | Austrália     | 20         |
| 8                 | Caroline Graham Hansen | Barcelona                 | Noruega       | 15         |
| 9                 | Jennifer Hermoso       | Barcelona                 | Espanha       | 15         |
| 10                | Saki Kumagai           | Lyon                      | Japão         | 7          |
| 11                | Ji So-yun              | Chelsea                   | Coreia do Sul | 7          |

### Melhor Treinador de Futebol Masculino
Cinco treinadores foram inicialmente selecionados em 25 de novembro de 2020. Os três finalistas foram revelados em 11 de dezembro de 2020.
| Pos.              | Nome              | Clube/Seleção     | Votos                                                         |            |
| Finalistas        | Finalistas        | Finalistas        | Finalistas                                                    | Finalistas |
| ----------------- | ----------------- | ----------------- | ------------------------------------------------------------- | ---------- |
| 1                 | Jürgen Klopp      | Liverpool         | 24 (ganhou com base em mais votos dos treinadores da seleção) |            |
| 2                 | Hans-Dieter Flick | Bayern de Munique | 24                                                            |            |
| 3                 | Marcelo Bielsa    | Leeds United      | 11                                                            |            |
| Outros candidatos |                   |                   |                                                               |            |
| 4                 | Zinédine Zidane   | Real Madrid       | 9                                                             |            |
| 5                 | Julen Lopetegui   | Sevilla           | 4                                                             |            |

### Melhor Treinador(a) de Futebol Feminino
Sete treinadores foram inicialmente selecionados em 25 de novembro de 2020. Os três finalistas foram revelados em 11 de dezembro de 2020.
| Pos.              | Nome             | Clube/Seleção | Votos      |            |
| Finalistas        | Finalistas       | Finalistas    | Finalistas | Finalistas |
| ----------------- | ---------------- | ------------- | ---------- | ---------- |
| 1                 | Sarina Wiegman   | Países Baixos | 26         |            |
| 2                 | Jean-Luc Vasseur | Lyon          | 20         |            |
| 3                 | Emma Hayes       | Chelsea       | 12         |            |
| Outros candidatos |                  |               |            |            |
| 4                 | Stephan Lerch    | Wolfsburg     | 7          |            |
| 5                 | Lluís Cortés     | Barcelona     | 6          |            |
| 6                 | Rita Guarino     | Juventus      | 1          |            |
| 7                 | Hege Riise       | LSK Kvinner   | 0          |            |

### Melhor Goleiro de Futebol

#### Masculino
Os seis indicados foram anunciados em 25 de novembro de 2020. Os três finalistas foram revelados em 11 de dezembro de 2020.
| Pos.              | Nome                  | Clube/Seleção       | País       | Votos      |
| Finalistas        | Finalistas            | Finalistas          | Finalistas | Finalistas |
| ----------------- | --------------------- | ------------------- | ---------- | ---------- |
| 1                 | Manuel Neuer          | Bayern de Munique   | Alemanha   | 28         |
| 2                 | Alisson Becker        | Liverpool           | Brasil     | 20         |
| 3                 | Jan Oblak             | Atlético de Madrid  | Eslovênia  | 12         |
| Outros candidatos |                       |                     |            |            |
| 4                 | Keylor Navas          | Paris Saint-Germain | Costa Rica | 5          |
| 5                 | Marc-André ter Stegen | Barcelona           | Alemanha   | 4          |
| 6                 | Thibaut Courtois      | Real Madrid         | Bélgica    | 3          |

#### Feminino
Seis jogadoras foram selecionados em 25 de novembro de 2020. Os três finalistas foram reveladas em 11 de dezembro de 2020.
| Pos.              | Nome              | Clube/Seleção                | País           | Votos      |
| Finalistas        | Finalistas        | Finalistas                   | Finalistas     | Finalistas |
| ----------------- | ----------------- | ---------------------------- | -------------- | ---------- |
| 1                 | Sarah Bouhaddi    | Lyon                         | França         | 24         |
| 2                 | Christiane Endler | Paris Saint-Germain          | Chile          | 22         |
| 3                 | Alyssa Naeher     | Chicago Red Stars            | Estados Unidos | 10         |
| Outros candidatos |                   |                              |                |            |
| 4                 | Ann-Katrin Berger | Chelsea                      | Alemanha       | 6          |
| 5                 | Hedvig Lindahl    | Wolfsburg Atlético de Madrid | Suécia         | 5          |
| 6                 | Ellie Roebuck     | Manchester City              | Inglaterra     | 5          |

### Prêmio FIFA Ferenc Puskás
Os onze jogadores selecionados para os prêmios foram anunciados no dia 25 de novembro de 2020. Os três finalistas foram revelados no dia 11 de dezembro de 2020. Todos os gols em consideração foram marcados de 20 de julho de 2019 a 7 de outubro de 2020. Todos os usuários registrados do FIFA.com puderam participar da votação final até 9 de dezembro de 2020, sendo o questionário apresentado no site oficial da FIFA. Os três primeiros gols da votação foram votados por um painel de dez "especialistas da FIFA", que escolheram o vencedor.
| Pos.              | Jogador                | Partida                             | Competição                                        | Data                    | Votos      |
| Finalistas        | Finalistas             | Finalistas                          | Finalistas                                        | Finalistas              | Finalistas |
| ----------------- | ---------------------- | ----------------------------------- | ------------------------------------------------- | ----------------------- | ---------- |
| 1                 | Son Heung-min          | Tottenham – Burnley                 | Premier League de 2019–20                         | 7 de dezembro de 2019   | 24         |
| 2                 | Giorgian De Arrascaeta | Ceará – Flamengo                    | Campeonato Brasileiro de 2019 - Série A           | 25 de agosto de 2019    | 22         |
| 3                 | Luis Suárez            | Barcelona – Mallorca                | La Liga de 2019–20                                | 7 de dezembro de 2019   | 20         |
| Outros candidatos |                        |                                     |                                                   |                         |            |
|                   | Shirley Cruz           | Costa Rica – Panamá                 | Qualificação Olímpico da CONCACAF de 2020         | 28 de janeiro de 2020   |            |
|                   | Jordan Flores          | Shamrock Rovers – Dundalk           | Liga da Primeira Divisão da Irlanda 2020          | 28 de fevereiro de 2020 |            |
|                   | André-Pierre Gignac    | Tigres UANL – Pumas UNAM            | Liga MX Clausura 2020                             | 1 de março de 2020      |            |
|                   | Sophie Ingle           | Arsenal – Chelsea                   | FA WSL de 2019–20                                 | 19 de janeiro de 2020   |            |
|                   | Zlatko Junuzović       | Rapid Wien – Red Bull Salzburg      | Campeonato Austríaco de 2019–20                   | 24 de junho de 2020     |            |
|                   | Hlompho Kekana         | Mamelodi Sundowns – Cape Town       | Campeonato Sul-Africano de 2019–20                | 20 de agosto de 2019    |            |
|                   | Leonel Quiñónez        | Universidad Católica – Macará       | Campeonato Equatoriano de 2019 – Primeira Divisão | 19 de agosto de 2019    |            |
|                   | Caroline Weir          | Manchester City – Manchester United | FA WSL de 2019–20                                 | 7 de setembro de 2019   |            |

### Prêmio FIFA Fair Play
| Vencedor      | Clube              | Motivo                                                                                       |
| ------------- | ------------------ | -------------------------------------------------------------------------------------------- |
| Mattia Agnese | Ospedaletti Calcio | Primeiros socorros administrados a um oponente que perdeu a consciência durante uma partida. |

### Prêmio FIFA Melhor Torcida
O prêmio celebra os melhores momentos ou gestos dos torcedores de setembro de 2019 a setembro de 2020, independentemente do campeonato, gênero ou nacionalidade. A lista foi compilada por um painel de especialistas da FIFA, e todos os usuários registrados do FIFA.com puderam participar da votação final até 16 de dezembro de 2020.
Os três nomeados foram anunciados em 25 de novembro de 2020.
| Pos. | Torcida                      | Partida | Competição | Data   | Votos   |
| ---- | ---------------------------- | ------- | ---------- | ------ | ------- |
| 1    | Marivaldo Francisco da Silva | Vários  | Vários     | Vários | 138 122 |
| 2    | Fãs da Seleção Colombiana    | N/A     | N/A        | Vários | 116 616 |
| 3    | James Anderson               | N/A     | N/A        | Vários | 86 182  |

### FIFPro World XI da FIFA

#### Masculino
A lista masculina de 55 jogadores foi anunciada em 10 de dezembro de 2020.
| Pos. | Jogador                | Clube                           |
| ---- | ---------------------- | ------------------------------- |
| G    | Alisson                | Liverpool                       |
| D    | Trent Alexander-Arnold | Liverpool                       |
| D    | Alphonso Davies        | Bayern de Munique               |
| D    | Virgil van Dijk        | Liverpool                       |
| D    | Sergio Ramos           | Real Madrid                     |
| M    | Kevin De Bruyne        | Manchester City                 |
| M    | Joshua Kimmich         | Bayern de Munique               |
| M    | Thiago Alcântara       | - Bayern de Munique - Liverpool |
| A    | Robert Lewandowski     | Bayern de Munique               |
| A    | Lionel Messi           | Barcelona                       |
| A    | Cristiano Ronaldo      | Juventus                        |

#### Feminino
A lista feminina de 55 jogadoras foi anunciada em 10 de dezembro de 2020.
| Pos. | Jogador            | Clube                                    |
| ---- | ------------------ | ---------------------------------------- |
| G    | Christiane Endler  | Paris Saint-Germain                      |
| D    | Millie Bright      | Chelsea                                  |
| D    | Lucy Bronze        | - Lyon - Manchester City                 |
| D    | Wendie Renard      | Lyon                                     |
| D    | Barbara Bonansea   | Juventus                                 |
| M    | Verónica Boquete   | - Utah Royals FC - Milan                 |
| M    | Delphine Cascarino | Lyon                                     |
| M    | Pernille Harder    | - VfL Wolfsburg - Chelsea                |
| A    | Tobin Heath        | - Portland Thorns FC - Manchester United |
| A    | Vivianne Miedema   | Arsenal                                  |
| A    | Megan Rapinoe      | OL Reign                                 |

### Painéis de Seleção

#### Painel de seleção masculino
O painel de especialistas que selecionou os indicados ao The Best FIFA Football Awards 2020 para jogadores e treinadores masculinos compreendeu:
- Cafu
- Essam El Hadary
- Diego Forlán
- Faryd Mondragón
- Park Ji-sung
- Bastian Schweinsteiger
- Hristo Stoichkov
- David Suazo
- Yaya Touré
- David Villa

#### Painel de seleção de mulheres
O painel de especialistas que selecionou os indicados ao The Best FIFA Football Awards 2020 para jogadoras e treinadoras foi composto por:
- Rachel Brown
- Han Duan
- Jill Ellis
- Julie Fleeting
- Rosana Gómez
- Amber Hearn
- Steffi Jones
- Lotta Schelin
- Jacqui Shipanga
- Melissa Tancredi